# Intel Inboard 386
Intel Inboard 386/ATおよびIntel Inboard 386/PCは1980年代のISA拡張カードで、IBM ATおよびIBM PCをそれぞれIntel 80386搭載PCへとアップグレードさせるものである。
このカードはフルレングスのISAカードで、16MHzの386プロセッサと387コプロセッサ用のソケット、1MBのRAMを搭載しており、2MBないしは4MBのRAMがオプションとして利用可能であった。このカードはXTもしくはATのBIOSがPOSTを完了したあとに有効化され、MS-DOSなどのOSがデバイスドライバを組み込むものとなっている。

## 欠点
このカードには以下のような欠点がある。
1. 80386は16ビットのISAバスをサポートできるにもかかわらず、XT (IBM PC) に刺した場合 (他の) 拡張カードは8ビットの物に制限される
2. このカードはマザーボード上のBIOSを置き換える物ではなく、BIOSがPOSTを完了させるために時間がかかる場合はメモリチェックが終わり、80386の機能が使えるまでに非常に長い時間[要説明]がかかる

## 利点
何はともあれ、やAutoCAD 386, Windows 3.1 (Inboard 386/ATに限る) やHerculesとともにVentura 2.0というDTPなどと言ったそのままのXTで使えないアプリケーションが使える